# Cattedrale di Pamiers
La cattedrale di Sant'Antonino (in francese: Cathédrale Saint-Antonin de Pamiers) è il principale luogo di culto cattolico di Pamiers, nel dipartimento dell'Ariège. La chiesa, sede del vescovo di Pamiers, è monumento storico di Francia dal 1906.

## Storia
La chiesa parrocchiale dei Santi Giovanni Battista e Giovanni Evangelista fu costruita nel XII secolo, nei pressi del castello di Pamiers. Si trattava allora della prima chiesa parrocchiale della città e non era distante dall'abbazia di Sant'Antonino. 
Dopo la costruzione della cappella dedicata alla Vergine Maria, la chiesa dal 1384 fu chiamata Santa Maria della Mercede.
Il campanile fu eretto nel XIV secolo, prendendo a modello quella della chiesa dei Giacobini di Tolosa. 
Verso la fine del XV secolo la cattedrale diocesana fu trasferita dall'abbazia di Sant'Antonino a questa chiesa, all'interno della città, che fu dedicata a Sant'Antonino.
Nel 1577 la navata fu distrutta dagli ugonotti. L'attuale navata fu costruita dal 1657 al 1689. Termina in un'abside semicircolare, costruito durante l'episcopato di François-Etienne de Caulet, vescovo con inclinazioni giansenistiche. Per umiltà volle farsi seppellire all'ingresso della chiesa, perché i fedeli potessero calpestare il suo sepolcro. 

## Descrizione
L'edificio è a una sola navata. L'interno presenta rivestimenti in legno del XVII secolo ed è abbellito da quadri del XVIII secolo. Dell'edificio del XII secolo rimane solo il portale romanico, con tre capitelli scolpiti su ciascun lato del fornice: a sinistra rappresentano la decollazione di San Giovanni Battista, Adamo ed Eva e Caino e Abele; a destra il profeta Daniele nella fossa dei leoni, il martirio di San Giovanni Evangelista e Sansone che lotta contro il leone.
Le cappelle a destra sono dedicate, partendo dalla facciata, a San Pietro apostolo, alla Vergine Maria (qui è custodito il Santissimo Sacramento), al Sacro Cuore, quella del transetto è dedicata a Sant'Antonino. 
Le cappelle a sinistra sono invece dedicate a San Giuseppe, alla Santa Spina, a San Giovanni Battista e quella del transetto a San Lizier.
L'organo risale al XVIII secolo e proviene dalla chiesa della Daurade di Tolosa, da cui fu trasferito nel 1777. È stato ricostruito dal 1980 al 1991 dagli organari Chauvin e Armand.
Il campanile ospita un concerto di 49 campane.